# 元江杭子梢
元江杭子梢（学名：Campylotropis henryi）为豆科杭子梢属下的一个种。

## 扩展阅读
- 維基物種上的相關：元江杭子梢